# Chersodromia ancilottoi
Chersodromia ancilottoi är en tvåvingeart som beskrevs av Raffone, Rampini och Scarpa 1988. Chersodromia ancilottoi ingår i släktet Chersodromia och familjen puckeldansflugor.
Artens utbredningsområde är Italien. Inga underarter finns listade i Catalogue of Life.